# اهنسبک
اهنسبک (به آلمانی: Ahnsbeck) یک شهر در آلمان است که در نیدرزاکسن واقع شده‌است.

## خصوصیات
اهنسبک ۲۰٫۵۹ کیلومترمربع مساحت دارد ۵۴ متر بالاتر از سطح دریا واقع شده‌است.